# Securitas AB
Securitas AB é uma empresa de segurança da Suécia, foi fundada em 1934 e possui mais de 320.000 empregados em mais de 60 países.
Securitas começou a ser formada em 1901, quando os dinamarqueses Philip Sorensen e Marius Hogrefe fundaram a Kjobenhavn Frederiksberg Nattevagt, a empresa oferececia serviços de guarda em na Dinamarca, Em 1918, Kjobenhavn Frederiksberg Nattevagt incorporada De Forenede Vagtselskaber, o antecessora da companhia dinamarquesa de serviços ISS A/S, o filho de Erik Sorensen, Philip-Sorensen juntou ao seu pai no desenvolvimento do negócio da família, uma vez que começou a se expandir para fora da Dinamarca e em 1934 a Securitas é fundada após Erik Philip-Sorensen trazer a empresa para a Suécia após a compra de Hälsingbords Nattvakt e a Securitas começou a adquirir outras companhias de segurança suecas até conseguir a liderança no mercado de segurança do país.
A companhia atua em vários serviços de segurança como vigilância, segurança de aviões, investigação, monitoramento, consultoria, patrulhamento entre outros, a sede da empresa fica na cidade Estocolmo na Suécia.
Nos anos de 1999 e 2000 a empresa fez duas aquisições nos Estados Unidos, a primeira foi da Pinkerton por 384 milhões de dólares em fevereiro de 1999 e em agosto de 2000 adquiriu a Burns Security por 457 milhões de dólares.
Em 2003 todas as operações nos Estados Unidos foram integradas sob a marca Securitas".
Em 2007 iniciou suas operações no Peru.
A empresa é cotada na Bolsa de Valores de Estocolmo.

## Participação no Mercado Mundial de Segurança
Em 2009 a Securitas tinha 11% do mercado mundial de segurança:
| Região                            | Market Share |
| --------------------------------- | ------------ |
| Europa incluindo a Turquia        | 19%          |
| América do Norte                  | 18%          |
| América Latina excluindo o México | 14%          |
| Demais Regiões                    | Menos de 1%  |

## Operações
A empresa é dividida em 5 segmentos, Security Services North America, Security Services Europe, Mobile and Monitoring, Monitoring services, Security Services Ibero-America.
- Security Services North America: Oferece serviços de segurança em todo os países da América Latina.
- Security Services Europe: Atua sem serviços de segurança em todos os países Europeus.
- Mobile and Monitoring: Fornece serviços de segurança para aparelhos moveis.
- Monitoring services: Atua na segurança de residências e pequenas e médias empresas.
- Security Services Ibero-America: Oferece serviços para países da América Latina e Portugal e Espanha.

## Controle
Em 31 de dezembro de 2014 o empresário sueco Gustaf Douglas era o maior acionista da empresa com 10,91% das ações e em segundo lugar está o também empresário sueco Melker Schörling com 5,62% das ações.
| Colocação | Acionista                     | Participação Acionária | Direitos de Voto |
| 1         | Gustaf Douglas                | 10,91%                 | 29,58%           |
| 2         | Melker Schörling              | 5,62%                  | 11,75%           |
| 3         | AMF - Insurance and Funds     | 4,01%                  | 2,82%            |
| 4         | SEB Investment Management     | 2,93%                  | 2,06%            |
| 5         | Prudential Assurance Co. Ltd. | 2,39%                  | 1,68%            |